# Günter Netzer
Günter Netzer (* 14. září 1944, Mönchengladbach) je bývalý německý fotbalista, který reprezentoval Německou spolkovou republiku. Hrával na pozici záložníka.
S německou reprezentací se stal mistrem Evropy roku 1972 (dostal se zde i do all-stars turnaje) a mistrem světa roku 1974. Celkem za národní tým odehrál 37 utkání a vstřelil 6 gólů.
S Borussií Mönchengladbach se probojoval do finále Poháru UEFA 1972/73 a stal se s ní dvakrát mistrem Německa (1969–70, 1970–71). S Realem Madrid pak dvakrát mistrem Španělska (1974–75, 1975–76). V letech 1972 a 1973 byl vyhlášen nejlepším fotbalistou NSR.
V anketě Zlatý míč, která hledala nejlepšího fotbalistu Evropy, se roku 1971 umístil na čtvrtém místě, roku 1972 na třetím.